# Ion Harbuz
Ion Harbuz (n. 1886, ținutul Chișinău, gubernia Basarabia, Imperiul Rus – d. secolul al XX-lea) a fost un funcționar public și politician moldovean, membru al Sfatului Țării al Republicii Democratice Moldovenești.

## Sfatul Țării
Ion Harbuz a fost unul din membrii Sfatului Țării care s-a abținut de la votul de Unire a Basarabiei cu România în sesiuna din 27 martie 1918.

## Galerie de imagini

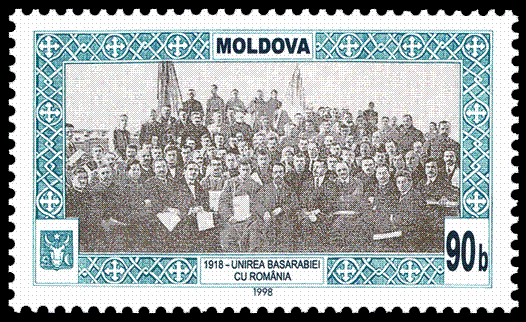
Membrii Sfatului Țării pe un timbru moldovenesc din 1998.